# 横山亜紀子
横山 亜紀子（よこやま あきこ、12月6日 - ）は、日本のフリーアナウンサー。ライムライト所属。

## 来歴
宮城県仙台市出身。成蹊大学法学部政治学科卒業。
2007年4月から2010年3月までNHK仙台放送局の契約キャスターを務めた後、2010年4月からフリーアナウンサーとして活動している。

## 担当番組

### テレビ番組
- ウィークエンド東北（NHK仙台放送局） - キャスター、リポーター（2007年4月 - 2008年3月）
- お元気ですか日本列島（NHK総合テレビ） - 東北ニュース担当キャスター（2007年 - 2010年）
- てれまさむね（NHK仙台放送局） - キャスター（2008年3月31日 - 2010年3月26日）
- てれまさライブ（NHK仙台放送局） - 生中継リポーター
- ゆうどきネットワーク（NHK総合テレビ） - リポーター
- デイリーニュース（JCN 八王子） - キャスター
- 八王子まつり（JCN 八王子） - 生中継リポーター
- 週刊とちぎ元気通信（とちぎテレビ） - キャスター（2011年[1] - 2012年[2]）
- ウィークリーすみだ（J:COM） - キャスター（2011年 - 2012年[3]）
- チョイヨリ!ちょっと寄りたいこんな店（JCN） - リポーター
- 道草の達人（JCN） - リポーター

### ラジオ番組
- サンセットパーク（NHK-FM） - パーソナリティ（2011年1月31日 - 2011年3月23日）
- みやぎライフライン情報（NHK仙台放送局） - キャスター（2011年[4]）
- NHKきょうのニュース（NHKラジオ第1 / NHK-FM） - キャスター（2012年[5] - 2023年3月 ）
- NHKけさのニュース（NHKラジオ第1 / NHK-FM） - サブキャスター（2013年4月 - 2019年3月）。この時期、『NHKマイあさラジオ』内で5:30 - 5:33と6:40 - 6:43に行われるフラッシュニュースも兼務していた。
- マイあさ!（NHKラジオ第1） - キャスター
- NHKジャーナル（NHKラジオ第1） - キャスター
- FMサンセットパーク（NHK-FM） - パーソナリティ

### ネット配信番組
- 日経就職ナビ キャリアTV（日経HR / ディスコ） - ナビゲーター（2011年[6] - 2012年）